# Ivar Palmer
Ivar Palmer, född 18 mars 1897 i Lena socken, Västergötland, död 7 augusti 1985 i Tyresö församling, var en svensk läkare verksam inom området kirurgi och ortopedi.
Efter studentexamen i Gävle avlade han medicine kandidatexamen vid Uppsala universitet och medicine licentiatexamen vid Karolinska institutet 1923. Han fullgjorde längre och kortare läkartjänstgöringar bland annat i Gällivare, Östersund, Karlsborg och Boden. Han återkom till Stockholm 1934, och tjänstgjorde där vid Serafimerlasarettet, Sabbatsbergs sjukhus, Karolinska sjukhuset, och slutade som överläkare vid Södersjukhuset, där han var verksam under åren 1947–1962.
Han intresserade sig tidigt för traumatiska skador till följd av trafikolyckor, och för idrottsskador. Hans doktorsavhandling handlade om ledbandsskador i knäleden. Det är inom traumatologins område som han blev mest känd vetenskapligt. Han skapade Palmerstiftet för operation av fotledsfraktur; för osteosyntes av mediala malleolen.
Palmer var också en skicklig tecknare, målare och skulptör. Han utgav två populärvetenskapliga böcker som handlade om evolution och miljö. Han erhöll professors namn år 1962, och var riddare såväl av Nordstjärneorden som av Vasaorden. Palmer var från 1923 till sin död gift med Dagny (Daddy) Bohlin, dotter till kontraktsprosten Bernhard Bohlin. Makarna Palmer är begravna på Tyresö kyrkogård.